# Tim Don
Timothy Philip (Tim) Don (Londen, 14 januari 1978), bijgenaamd The Don en Donny, is een sterke en succesvolle professioneel Britse triatleet, duatleet en aquatleet. Hij werd wereldkampioen op deze drie disciplines. Ook nam hij driemaal deel aan de Olympische Spelen, maar won hierbij geen medailles.

## Biografie
Don begon met triatlon in 1994. In 1998 werd hij wereldjeugdkampioen op deze discipline. In 2002 won hij de wereldtitel op de duatlon. In 2004 werd hij Europees kampioen duatlon. Hij werd tiende tijdens de Olympische Spelen van 2000 in Sydney met een tijd van 1:49.28,85 en 18e tijdens de Olympische Spelen van 2004 in Athene.
In 2006 werd hij wereldkampioen triatlon op de olympische afstand in Lausanne met een voorsprong van 17 seconden op Hamish Carter. Tevens kreeg hij dat jaar van de Britse triatlonbond (BTA) een schorsing opgelegd van drie maanden wegens het driemaal missen van een "out-of-competition-test" (dopingcontrole). Don wijt het niet op komen dagen bij de dopingcontrole aan vergeetachtigheid en onbekendheid met het nieuwe dopingsysteem. Zo heeft hij tweemaal de whereabout database niet tijdig bijgewerkt en is een keer te laat thuis geweest wegens vertraging bij een andere wedstrijd. Wel was hij dat jaar negenmaal getest zonder positief te zijn bevonden. Volgens de regels van het Brits olympisch comité zou hij hierdoor ook niet meer mogen deelnemen aan de Olympische Spelen.
Don zat die schorsing uit en ging hierna alsnog met succes in beroep bij de BTA. Hij wist de jury te overtuigen van verzachtende omstandigheden waardoor hij de controles miste. Op vrijdag 25 mei 2007 werd hij door de British Olympic Association (BOA) geselecteerd voor de Olympische Spelen van 2008 in Peking. De olympische wedstrijd ging echter niet voortvarend. Doordat hij te veel achter lag bij het fietsen, werd hij uit de wedstrijd genomen.
In het najaar van 2017 moest Don een streep zetten door het wereldkampioenschap Ironman op Hawaï. De 39-jarige Engelsman liep een halswervelbreuk op, nadat hij tijdens een fietsrit door een auto was aangereden. "Het goede nieuws is dat ik niet geopereerd hoef te worden", liet Don weten in een videoboodschap op Instagram. "Het slechte nieuws is dat ik ongeveer vijf à zes weken een nekbrace moet dragen."

## Titels
- Wereldkampioen duatlon op de korte afstand - 2002
- Wereldkampioen triatlon op de olympische afstand - 2006
- Wereldkampioen aquatlon - 2005
- Europees kampioen duatlon - 2004
- Wereldjeugdkampioen triatlon - 1998
- Brits kampioen triatlon - 2004, 2005, 2006, 2007

## Wereldranglijst
Eind 2008 stond hij dertiende op de ITU wereldranglijst. Zijn hoogste positie is een derde plaats in 2005.
| Year | Ranking |
| ---- | ------- |
| 2001 | 24e     |
| 2002 | 26e     |
| 2003 | 17e     |
| 2004 | 8e      |
| 2005 | 3e      |
| 2006 | 14e     |
| 2007 | 13e     |
| 2008 | 13e     |

## Palmares

### triatlon
- 1998:  WK junioren in Lausanne - 1:59.09
- 1999: 8e EK olympische afstand in Funchal - 1:49.41
- 1999: 21e WK olympische afstand in Montréal - 1:47.00
- 2000: 6e EK olympische afstand in Stein - 1:54.55
- 2000: 10e OS in Sydney - 1:49.28,85
- 2001: 8e EK olympische afstand in Karlovy Vary - 2:05.35
- 2001: 13e WK olympische afstand in Edmonton - 1:49.21
- 2002: 30e WK olympische afstand in Cancún - 1:54.21
- 2003: 17e EK olympische afstand in Karlovy Vary - 1:58.40
- 2004: 4e WK olympische afstand in Funchal - 1:41.37
- 2004: 18e OS in Athene - 1:54.42,13
- 2005: 5e EK olympische afstand in Lausanne - 1:56.16
- 2005: DNF WK olympische afstand in Gamagōri
- 2006: 7e EK olympische afstand in Autun - 1:58.15
- 2006: 4e Gemenebestspelen in Melbourne
- 2006:  WK olympische afstand in Lausanne - 1:51.32
- 2007: 18e EK olympische afstand in Kopenhagen - 1:53.49
- 2007: 10e WK olympische afstand in Hamburg - 1:44.27
- 2008: LAP OS in Peking
- 2009: 9e ITU wereldbekerwedstrijd in Tongyeong - 1:50.59
- 2009: 18e ITU wereldbekerwedstrijd in Washington - 1:52.13
- 2009: 9e ITU wereldbekerwedstrijd in Londen - 1:42.31
- 2009: 16e ITU wereldbekerwedstrijd in Gold Coast - 1:46.13
- 2010:  WK sprintafstand in Lausanne - 53.10
- 2011: 12e WK sprintafstand in Lausanne - 53.04
- 2012: 47e WK sprintafstand in Stockholm - 57.37

### duatlon
- 2002:  WK korte afstand in Alpharetta - 1:45.28
- 2004:  EK in Swansea - 1:51.06
- 2005:  WK korte afstand in New Castle - 1:56.53

### aquatlon
- 2005:  WK in Gamagōri

1989: Mark Allen ·
1990: Greg Welch ·
1991: Miles Stewart ·
1992: Simon Lessing ·
1993: Spencer Smith ·
1994: Spencer Smith ·
1995: Spencer Smith ·
1996: Spencer Smith ·
1997: Chris McCormack ·
1998: Spencer Smith ·
1999: Dmitriy Gaag ·
2000: Olivier Marceau ·
2001: Peter Robertson ·
2002: Iván Raña ·
2003: Peter Robertson ·
2004: Bevan Docherty ·
2005: Peter Robertson ·
2006: Tim Don ·
2007: Daniel Unger ·
2008: Javier Gómez ·
2009: Alistair Brownlee ·
2010: Javier Gómez ·
2011: Alistair Brownlee ·
2012: Jonathan Brownlee ·
2013: Javier Gómez ·
2014: Javier Gómez ·
2015: Javier Gómez ·
2016: Mario Mola ·
2017: Mario Mola ·
2018: Mario Mola ·
2019: Vincent Luis ·
2020: Vincent Luis ·
2021: Kristian Blummenfelt
1990: Kenny Souza ·
1991: Matt Brick ·
1992: Matt Brick ·
1993: Greg Welch ·
1994: Normann Stadler ·
1995: Oscar Galíndez ·
1996: Andrew Noble ·
1997: Jonathan Hall ·
1998: Yann Millon ·
1999: Yann Millon ·
2000: Benny Vansteelant ·
2001: Benny Vansteelant ·
2002: Tim Don ·
2003: Benny Vansteelant ·
2004: Benny Vansteelant ·
2005: Paul Amey ·
2006: Leon Griffin ·
2007: Paul Amey ·
2008: Rob Woestenborghs ·
2009: Jarrod Schoemaker ·
2010: Bart Aernouts ·
2011: Roger Roca ·
2012: Emilio Martín ·
2013: Rob Woestenborghs ·
2014: Benoît Nicolas ·
2015: Emilio Martín
1998: Shane Reed ·
1999: Shane Reed ·
2000: Matty Reed ·
2001: Iván Raña ·
2002: Kris Gemmell ·
2003: Richard Stannard ·
2004: Shane Reed ·
2005: Tim Don ·
2006: Richard Stannard ·
2007: Sergio Sarmiento ·
2008: Brent Foster ·
2009: Antonio Mansur ·
2010: Richard Varga ·
2011: Richard Stannard ·
2012: Richard Varga ·
2013: Richard Varga ·
2014: Yuichi Hosoda ·
2015: Richard Varga ·
2016:  ·
2017:  ·
2018: Emmanuel Lejeune